# Freienbach
Freienbach (toponimo tedesco) è un comune svizzero di 15 959 abitanti del Canton Svitto, nel distretto di Höfe; ha lo status di città.

## Geografia fisica
Freienbach si affaccia sul lago di Zurigo e ha una superficie di 20,30 km²; il 40,7% è utilizzato per scopi agricoli, il 23,8% è coperto di boschi, il 31% costituisce edifici o strade e il restante 4,5% è costituito da fiumi, ghiacciai e montagne.

## Società

### Evoluzione demografica
Secondo l'Ufficio federale di statistica, Freienbach conta 15 959 abitanti (2015), con una densità pari a 786 ab./km².
L'evoluzione demografica è riportata nella seguente tabella:
Abitanti censiti

### Religione

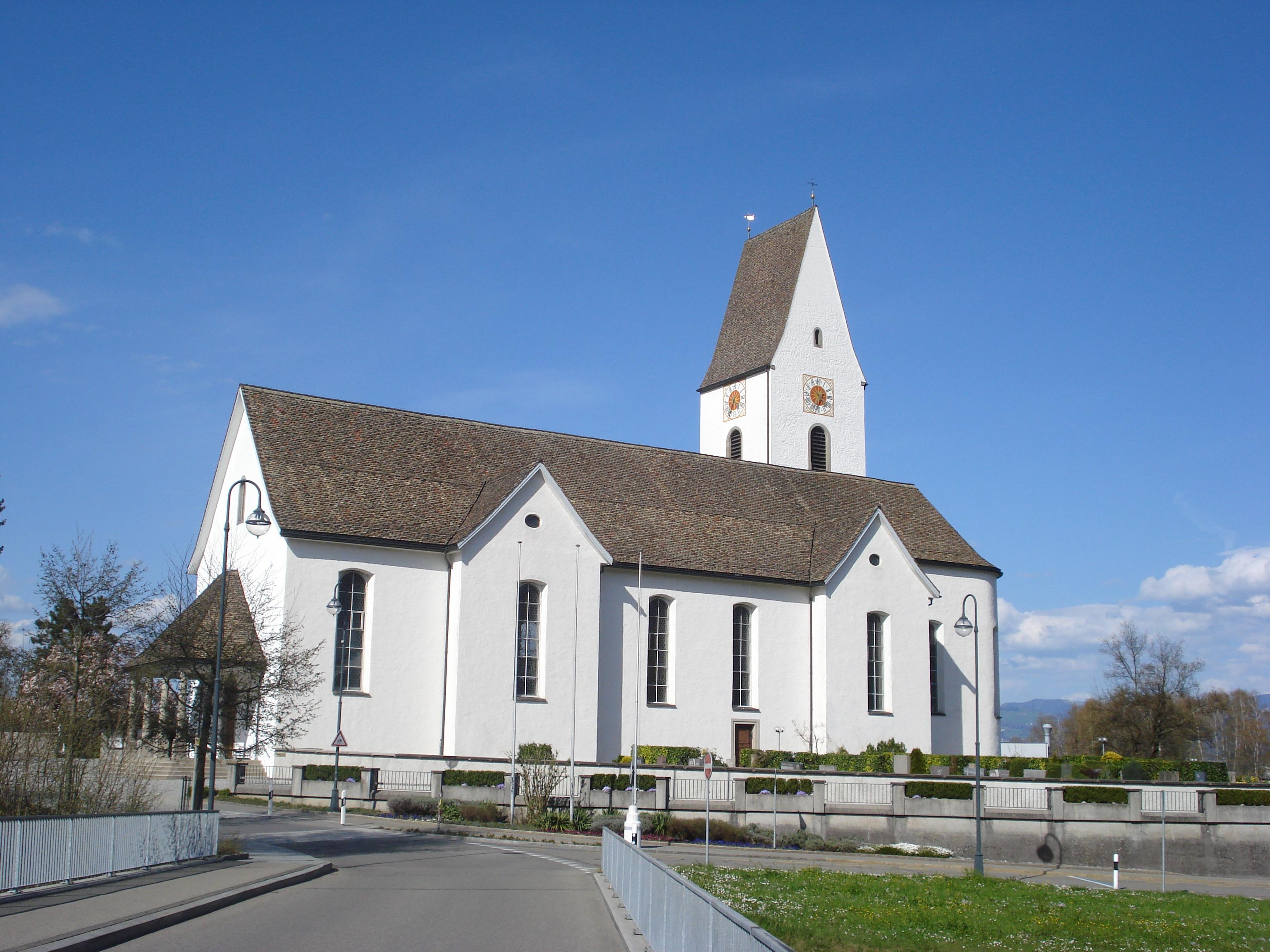
La chiesa cattolica di Freienbach

Nel 2000, il 58,5% degli abitanti erano cattolici, il 22,3% protestanti, l'1,55% ortodossi e lo 0,14% apparteneva a un'altra chiesa cristiana; l'8,82% della popolazione non apparteneva ad alcuna chiesa, era agnostico o ateo.

## Infrastrutture e trasporti
Il comune è servito dalle stazioni di Pfäffikon SZ e di Hurden, sulle linee ferroviarie Zurigo-Ziegelbrücke, Pfäffikon-Arth e Rapperswil-Pfäffikon.